# Jasper United
Jasper United est un club de football nigérian aujourd'hui disparu basé à Onitsha.

## Histoire
Fondé en 1991 par Jude Ezechukwu sous le nom de Premier Breweries FC, le club est l'un des membres fondateurs de la nouvelle Professional League Second Division, la deuxième division nigériane, où il termine sur le podium. Après avoir été rebaptisé Jasper United en 1994, il est promu en First Division en 1995. 
Les années suivantes sont bonnes sur le plan des résultats avec deux deuxièmes places en championnat, décrochées en 1996 et 1997 avec dans ses rangs Emmanuel Olisadebe. Ces performances permettent à Jesper United de participer à deux reprises à la Coupe de la CAF, où il réussit à atteindre le dernier carré lors de l'édition 1997; après avoir profité de la disqualification des Mighty Barrolle du Libéria au premier tour, ils éliminent les Marocains du Chabab Mohammedia et le DS Antananarivo (Madagascar) avant de tomber face au club angolais du Petro Atlético Luanda en demi-finale. 
Ces deux années sont les meilleures du club qui va lentement régresser en championnat (4e en 1998, 6e en 1999, 11e en 2000), jusqu'à être obligé de disputer un barrage de relégation (victorieux), à l'issue de la saison 2001, durant laquelle l'équipe est bannie d'Onitsha vers Minna, du fait de débordements violents de ses supporteurs lors d'une rencontre face à Enyimba FC. En 2002, Jasper United est finalement relégué après avoir fini à la 18e et dernière place du classement et l'équipe est dissoute la saison suivante, après une seule saison passée en Division One.

## Palmarès
- Championnat du Nigeria
  - Vice-champion en 1996 et 1997

- Coupe de la CAF :
  - Demi-finaliste en Coupe de la CAF 1997

## Anciens joueurs
- Emmanuel Olisadebe